# Ahmad Qavam
Ahmad Qavam (Teherán, 2 de enero de 1876-Teherán, 23 de julio de 1955), también conocido por el título cortesano Qavam os-Saltané, fue un notable y político iraní que desempeñó el cargo de primer ministro de Irán en cinco ocasiones bajo los reinados de Ahmad Shah Qayar y Mohammad Reza Shah Pahlaví.
Qavam fue calificado por el diplomático británico sir Reader Bullard, como «el más sagaz, enérgico, habilidoso, valiente, ambicioso y acreditado de los políticos de la vieja escuela (en Irán)», y por la iranóloga Nikki Keddie como «uno de los hombres de estado iraníes más capaces del siglo XX».

## Biografía
Ahmad Qavam nació en Teherán en el año 1252 de la hégira solar (1873-1874 d. C.) en Teherán, hijo del notable de la corte Qayar Mirzá Ebrahim Moʿtamed os-Saltané, administrador financiero (mostoufí) de la provincia de Azerbaiyán de la influyente familia iraní de los Ashtianí y de Tavús Janom, hija del también cortesano Mirzá Mohammad Jan Maŷdolmamalek Sinkí a la que perdió con sólo 6 años de edad.

### BajoMozaffaroddín Shah

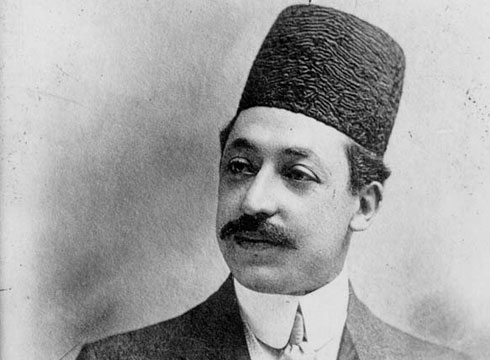
El joven Mirzá Ahmad Jan.

Su padre entró en 1880 en la administración del príncipe heredero Mozaffareddín Shah Qayar en Azerbaiyán, después en las provincias de Fars y Guilán, hasta llegar a ser gobernador de Qazvín.
Desde pequeño, Ahmad practicó la caligrafía, lo que le permitió dominar con maestría los estilos shekasté y nastaʿliq. En 1893, caligrafió de manera excelente el texto devocional atribuido al imam Alí conocido como Monâŷât-e manzum, que su padre ofreció al monarca Nasereddín Shah Qayar, tras lo que este dio al joven Ahmad el título de Mirzá Ahmad Jan Dabir-e Hozur («secretario particular de la corte»).
Cuando en 1896 Mirza Reza Kermaní asesinó a Nasereddín Shah, Mirzá Ahmad Jan abandonó la corte y entró a trabajar en Tabriz como secretario al servicio de su tío Mirzá Alí Jan Amín od-Doulé. Al poco tiempo, éste fue designado por el nuevo shah, Mozaffareddín, como sadr-e aʿzam, siendo el Dabir-e Hozur el director de su despacho personal.
Tras la destitución de su tío en 1898, Mirzá Ahmad Jan viajó a Europa con su primo Mohsén Jan, hasta que en 1900 regresó a Irán y comenzó a trabajar en Shiraz para el príncipe Malek Mansur Mirzá Shoʿá os-Saltané, dirigiendo su despacho y el de su propio padre —en realidad, como máximo administrador de Fars—. Con la designación como sadr-e aʿzam de Eyn od-Doulé en 1903, regresó a Teherán para dirigir su despacho.
Mirzá Ahmad Jan formó parte del séquito que acompañó a Mozaffareddín Shah en su tercer viaje a Europa en 1905. De regreso a Irán, el sah le concedió el título de vazir-e hozur («ministro particular de la corte») y pasó a dirigir el despacho real.
Tras fallecer Narimán Jan Qavam os-Saltané, Mirzá Ahmad Jan adquirió su título mediante una donación al sah de mil ashrafíes de oro y se convirtió en Qavam os-Saltané («sostén de la realeza»), título por el que sería conocido hasta la introducción de la onomástica occidental por Reza Shah, que llevó a muchos cortesanos a adoptar como apellido el indicativo de la que era hasta entonces su función en la corte. Con la caída de Reza Shah, resurgió el uso de los títulos nobiliarios.

### La revolución constitucional de 1905-1907
Qavam os-Saltané era partidario del régimen constitucional, estaba en contacto con círculos constitucionalistas a los que informaba de los acontecimientos de la corte y fue él quien caligrafió la orden real firmada por Mozaffareddín Shah el 5 de agosto de 1906 para constituir la primera Asamblea de Consulta Nacional de Irán.
Después de la muerte de Mozaffareddín Shah, Qavam os-Saltané se desplazó a Europa hasta el derrocamiento de Mohammad Alí Shah Qayar en 1909, cuando regresó a Irán, entró en el gobierno de Mostoufí ol-Mamalek como ministro de la Guerra y mandó desarmar a los muyahidines.
Hasta 1918, Qavam os-Saltané fue ministro en nueve ocasiones (de Justicia, Hacienda e Interior), y en ese año fue designado como gobernador plenipotenciario de las provincias de Jorasán y Sistán. Adquirió tal poder en Jorasán durante sus tres años de gobernación que lo llamaban «el Dios de Jorasán» (en persa, خدای خراسان, jodá-ye Jorasán). 

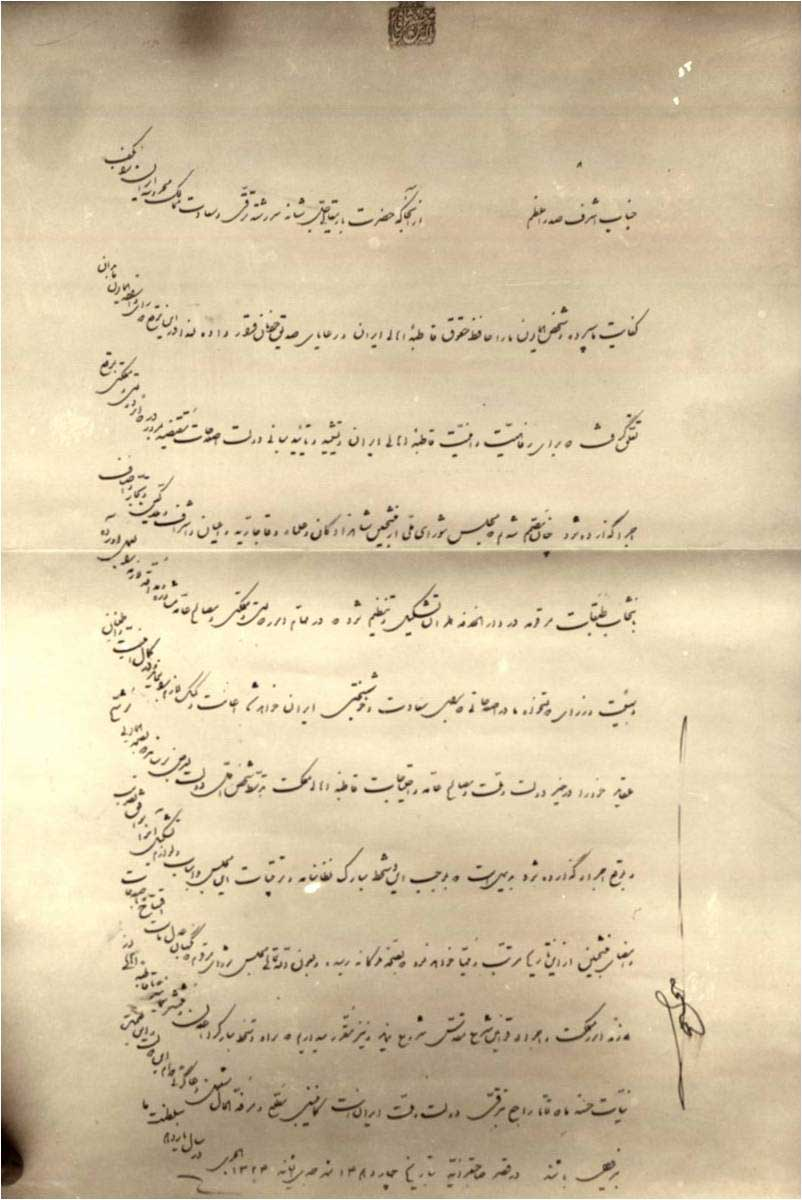
Orden de constitución de la Asamblea Consultiva Islámica, caligrafiada por Mirza Ahmad Jan.

Tras el golpe de Estado de 1921 de Reza Jan y Seyyed Ziá Tabatabaí, Qavam os-Saltané fue detenido por orden de este último entre otras figuras de oposición al llegar a sus oídos que complotaba para reducir la influencia del nuevo gobierno, y a causa de la mala disposición de la embajada británica por su actuación en el desarrollo de la policía estatal en el sur y en los alzamientos de los Tangestaní y los Chahkutí.

### Primer mandato de primer ministro bajoAhmad Shah(1921)
Tras la caída del gabinete de Seyyed Ziá, Qavam os-Saltané fue designado primer ministro por el rey Ahmad Shah. Su ascensión de la prisión al puesto de primer ministro —poco codiciado dada la inestabilidad política— fue tan brusca que el poeta Irach Mirzá dijo a propósito de él:

یکی را افکند امروز در بند
کند روز دیگر او را خداوند
(A uno lo pone hoy entre barrotes
y al día siguiente lo hace amo y señor).
Irach Mirzá

Liberó a los encarcelados por Seyyed Ziá, abrió la cuarta legislatura de la Asamblea y reprimió con éxito las revueltas del coronel Mohammad Taqí Jan Pesián, de Mirzá Kuchak Jan Yangalí, de Amir Moayyed Savadkuhí y de Saed od-Doulé Tonekaboní. Firmó sendos tratados de amistad con Afganistán, el 5 de diciembre, y con la Unión Soviética el 15 de diciembre de 1921. Qavam, tratando quizá de contrapesar la influencia en Irán de rusos y británicos, entregó un proyecto de concesión monopolística a la compañía estadounidense Standard Oil de la extracción de petróleos del norte de Irán, proyecto que fue aprobado de urgencia suscitando virulentas protestas de la Unión Soviética y del Reino Unido. Qavam dimitió a los ocho meses de su designación.

### Segundo mandato de primer ministro (1922-1923)
Qavam os-Saltané fue designado nuevamente primer ministro por el sah el 17 de junio de 1922. Su gobierno entabló negociaciones con la compañía petrolera estadounidense Sinclair Oil Corporation y obtuvo condiciones más favorables para Irán que las anteriores, pero el acuerdo alcanzado no fue ratificado por la asamblea. El gobierno de Qavam decidió contratar consejeros de Estados Unidos que reformaran las finanzas del reino, y logró que el parlamento aprobara para esto la contratación del estadounidense Arthur Millspaugh como consejero financiero de la administración. El 12 de agosto, las fuerzas militares del estado iraní tomaron la fortaleza de Chehriq, en Azerbaiyán oriental, a las fuerzas de Simko Shekak, jefe de la tribu curda nómada de los Shekak que se había proclamado rey de Kurdistán.

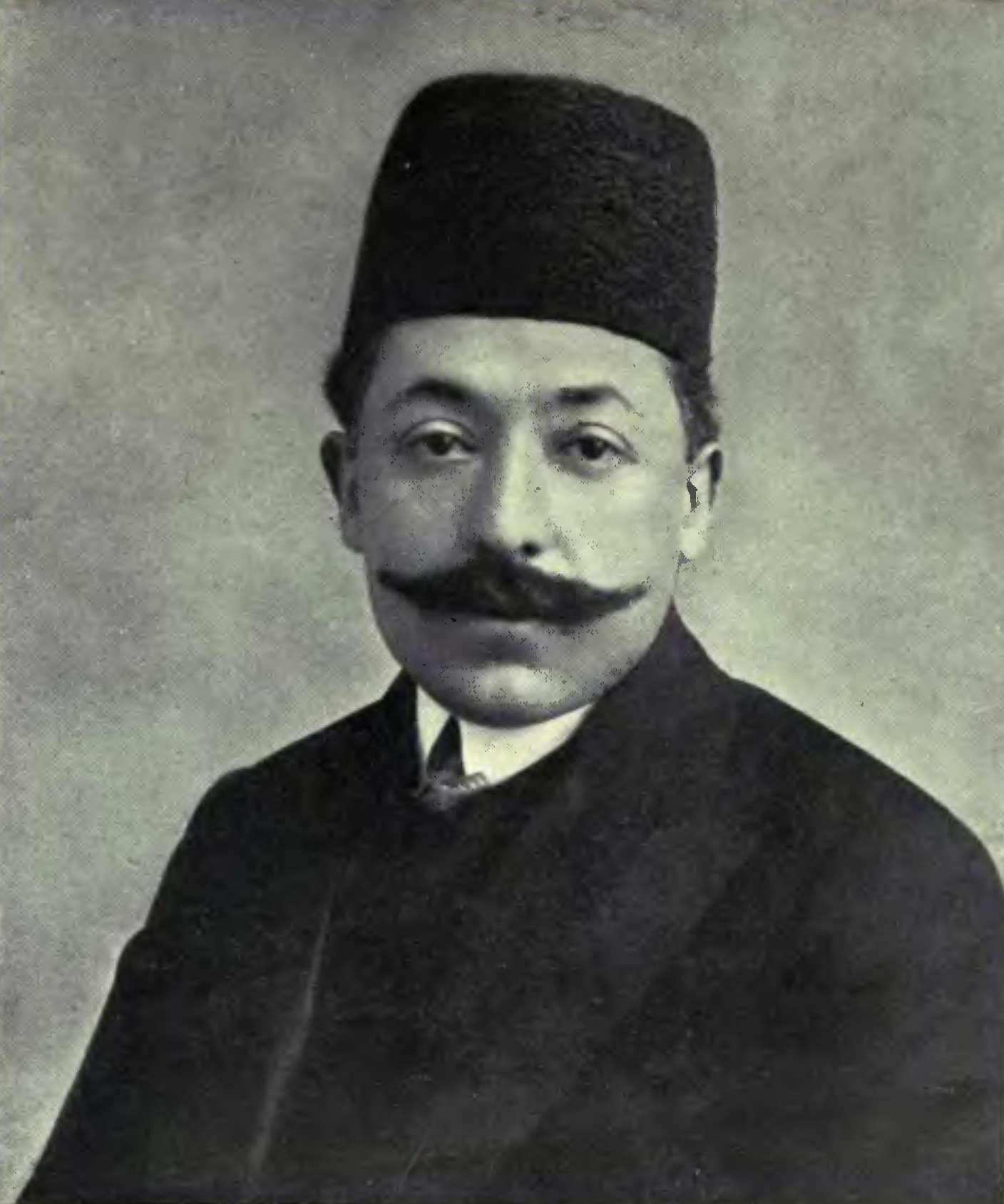
Qavam os-Saltané en 1913.

Uno de los motivos de preocupación principales de Qavam os-Saltané en este período era el ascenso del poder del ministro de la Guerra Reza Jan, que puso a hombres de confianza suyos, de la guardia cosaca, como custodios de las reservas de pan de Teherán y de la oficina de Finanzas de Teherán, a la vez que excitaba a la asamblea y a la prensa contra Qavam y que, sin permiso de éste, designó a Amanollah Mirzá como gobernador de Azerbaiyán y destituyó como gobernador de Mazandarán a Eqtedar od-Doulé. Tras negociaciones con Reza Jan en el palacio de Golestán en otoño, acordaron que el militar acudiese al parlamento a proclamar que acataría la constitución, y Qavam os-Saltané dimitió de su puesto el 26 de enero de 1923.

### Años de apartamiento de la vida política (1923-1942)
A la animosidad y oposición de Reza Jan se sumaban las de rusos y británicos a causa de los proyectos petroleros de Qavam con las compañías estadounidenses en el norte de Irán y, en el caso de los británicos, por los planes de represión del jeque Jazʿal al-Kaʿbí de Arabistán, cuya autonomía se había transformado en un virtual protectorado del Reino Unido, todo lo cual debilitaba en extremo la posición política de Qavam que, el 9 de octubre de 1924, fue acusado de planear un atentado contra la vida de Reza Jan, detenido y condenado al exilio. Regresó a finales del invierno de 1931, pero se mantuvo apartado de la política, pasando la mayor parte de su tiempo ocupado en una plantación de té en Guilán.

### Reinado deMohammad Reza Pahlaví
Cuando los ejércitos de los Aliados ocuparon Irán en 1941 y forzaron la abdicación de Reza Shah en su hijo Mohammad Reza, Ahmad Qavam estaba vinculado a los intereses británicos y estadounidenses en Irán, según atestiguan el historiador Hosein Fardust y el agente británico iraní Gholam Rezá Abalján.

#### Tercer mandato de primer ministro (1942-1943)
Estando aún el territorio iraní ocupado por fuerzas militares británicas y soviéticas y por iniciativa británica, Ahmad Qavam fue presentado de nuevo como primer ministro por el nuevo shah y su candidatura aprobada por el parlamento el 9 de agosto de 1942.
Qavam dispuso la creación de un nuevo ministerio dedicado específicamente a paliar la crisis alimentaria ocasionada por la invasión, sin gran éxito. Organizó también el regreso a Irán de Millspaugh como director general de la Hacienda iraní junto a un equipo de consejeros más numeroso que veinte años antes, para administrar las finanzas del país. Además de los gestores financieros, EE. UU. envió un equipo militar dirigido por el general Herbert Norman Schwarzkopf, encargado de reformar la gendarmería de Irán. La entrada de consejeros estadounidenses ha sido interpretada como una iniciativa de Qavam para debilitar la posición británica en Irán y como una iniciativa británica para debilitar la posición rusa.
La incapacidad del gobierno para remediar la crisis alimentaria provocó disturbios en Teherán el 8 de diciembre de 1942. El edificio del parlamento fue tomado por grupos de estudiantes. La muchedumbre saqueó las tiendas del entorno y arremetió contra la vivienda del propio Qavam, que acabó incendiada. Incapaz de reconstituir un gabinete en la crisis política subsiguiente, Qavam dimitió el 13 de febrero de 1943.

#### Cuarto mandato de primer ministro (1946-1947)

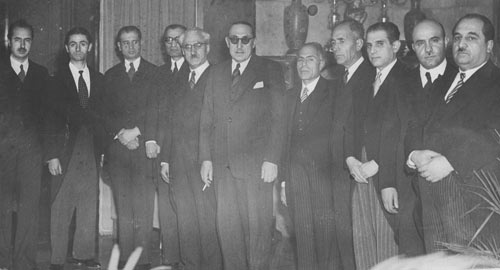
Qavam en la misión a Moscú de 1946.

Qavam fue llamado a asumir de nuevo la jefatura del gobierno iraní a principios de 1946, en plena crisis provocada por la declaración en el Azerbaiyán iraní del Gobierno Popular/Nacional de Azerbaiyán, respaldada por las tropas soviéticas aún presentes en Irán, que impedían la movilización en la provincia del ejército iraní. El recurso a Qavam estaba motivado por sus grandes intereses económicos en la cuestión, al ser el principal terrateniente de la región. Aun así, su candidatura fue aprobada en el parlamento por apenas un voto el 26 de enero. El 18 de febrero, viajó a Moscú para entrevistarse en persona con Stalin. A su regreso ordenó arrestar al probritánico Seyyed Ziá od-Din Tabatabaí entre rumores de inminente golpe de Estado, diez días después llegó a Teherán el nuevo embajador soviético Sadchikof y el 6 de abril se publicó el acuerdo entre éste y Qavam, que concedía a la URSS la explotación de los petróleos del norte de Irán, que suscitaría las críticas, entre otros, del ayatolá Kashaní, arrestado el 16 de julio por orden directa de Qavam. Las tropas soviéticas iniciaron su retirada de Irán en el mes de mayo y la completaron en otoño. Los historiadores difieren sobre si influyó más en la retirada soviética la concesión petrolera pactada por Qavam o la amenaza lanzada por el presidente estadounidense Harry Truman de enviar tropas a Irán en caso de no retirar las suyas la Unión Soviética.

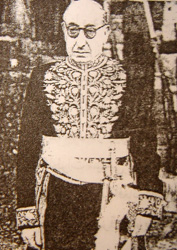
Ahmad Qavam en edad avanzada y traje cortesano.

La retirada soviética debilitó la posición de los gobiernos autónomos de Yaafar Pishevarí en Tabriz y de Qazí Mohammad en Mahabad, obligándolos a entablar negociaciones con el gobierno central y a hacerle aceptar, para organizar elecciones al parlamento, condiciones calificadas por ellos de federalismo y de separatismo por sus oponentes. La prolongación de las negociaciones debilitó a Qavam frente al shah y al ejército, partidarios de una intervención militar en las provincias a la que Qavam diría más adelante que se oponía.
En el mismo mes de julio, Qavam fundó el Partido Demócrata (en persa, حزب دموکرات Hezb-e Demokrât) con el objetivo anunciado de aprobar en el parlamento el acuerdo petrolero con la URSS. Igualmente, Qavam formó un gabinete con tres ministros del partido prosoviético Tudé —lo que incrementó sus diferencias con el sah—. Sin embargo, el parlamento formado en 1947 rechazó la concesión, provocando ásperas protestas de Sadchikof.
Además de la declaración del Gobierno Popular/Nacional de Azerbaiyán, el gobierno de Ahmad Qavam se enfrentó a la revuelta de las tribus nómadas qashqaíes que, en consonancia con las exigencias del shah y de Estados Unidos, reclamaban la salida del gobierno de los ministros comunistas del Tudé. Tras el envío de una misión de negociación a Shiraz, los jefes qashqaíes anunciaron su acatamiento del poder del gobierno de Teherán.
El fracaso de la tramitación parlamentaria de la concesión petrolera y la oposición creciente del shah y del ejército acabaron provocando la caída de su gobierno el 18 de diciembre de 1947.

#### Quinto mandato de primer ministro (1952)
Qavam fue llamado a ocupar de nuevo el cargo de primer ministro tras la dimisión, el 16 de julio de 1952, de Mohammad Mosaddeq, enfrentado con el Reino Unido y con el sah en la defensa de la nacionalización del petróleo iraní. Los impulsores principales del recurso a Qavam fueron la madre del shah y su hermana mayor, Ashraf Pahlaví. Sin embargo, lo reducido del número de sus partidarios y las grandes movilizaciones a favor de Mosaddeq, contra el sah y contra el propio Qavam —acusado públicamente por el ayatolá Kashaní de ser un agente del colonialismo británico encargado de desmantelar la industria petrolera iraní—, hicieron que Qavam no ocupara el puesto más de cuatro días y dimitiese tras las grandes manifestaciones del 21 de julio. Qavam fue informado de su dimisión después de hacerse esta pública.
Tras su dimisión, el ayatolá Kashaní emitió una fetua decretando lícito derramar su sangre (en árabe, مهدور الدم mahdur od-dam), y el parlamento ordenó su detención y la confiscación de todos sus bienes por su responsabilidad en la represión del día 21, y fue el propio Mosaddeq quien evitó que fuera castigado.
Ahmad Qavam falleció en Teherán el 23 de julio de 1955, con 82 años de edad.